# ISO 3166-2:KZ

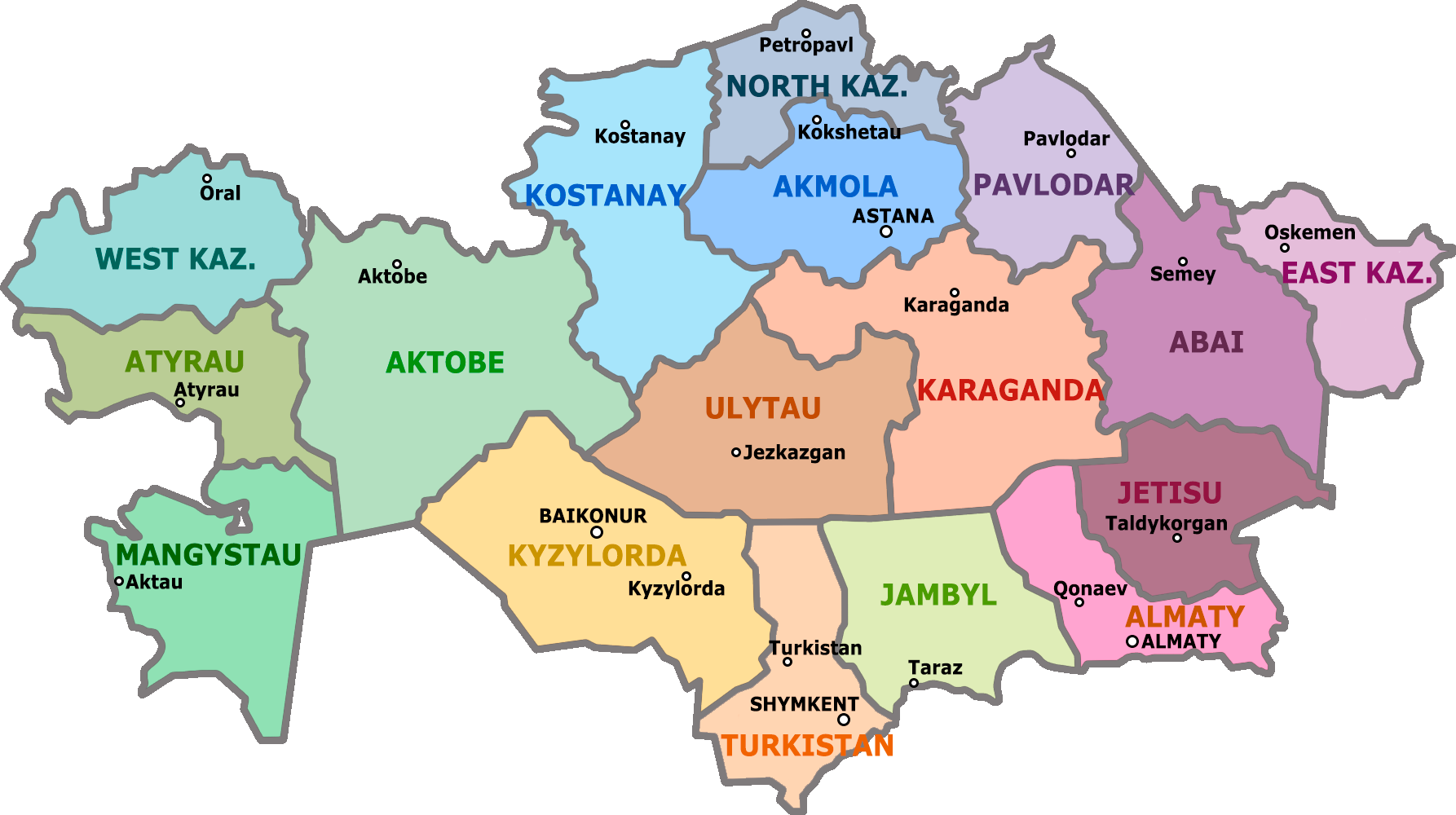
Administrativní dělení Kazachstánu

Kódy ISO 3166-2 pro Kazachstán identifikují 17 provincií a 3 města (stav k prosinci 2022). První část (KZ) je mezinárodní kód pro Kazachstán, druhá část sestává ze dvou číslic identifikujících provincii nebo město.

## Seznam kódů
| Kód   | Subjekt             | Hlavní město |
| ----- | ------------------- | ------------ |
| KZ-11 | Aqmola              | Kökšetau     |
| KZ-15 | Aqtöbe              | Aqtöbe       |
| KZ-75 | město Almaty        |              |
| KZ-19 | Almaty              | Taldyqorghan |
| KZ-71 | město Astana        |              |
| KZ-23 | Atyrau              | Atyrau       |
| KZ-35 | Qaraghandy          | Qaraghandy   |
| KZ-39 | Qostanaj            | Qostanaj     |
| KZ-43 | Qyzylorda           | Qyzylorda    |
| KZ-47 | Mangghystau         | Aqtau        |
| KZ-55 | Pavlodar            | Pavlodar     |
| KZ-59 | Soltüstik Qazaqstan | Petropavl    |
| KZ-63 | Šyghys Qazaqstan    | Öskemen      |
| KZ-61 | Türkistan oblysy    | Turkestán    |
| KZ-27 | Batys Qazaqstan     | Oral         |
| KZ-31 | Žambyl              | Taraz        |
| KZ-79 | město Šymkent       |              |
| KZ-10 | Abaj                | Semej        |
| KZ-33 | Žetysu              | Taldykorgan  |
| KZ-62 | Ulytau              | Žezkazgan    |